# International Launch Services
Pour les articles homonymes, voir ILS.
International Launch Services (ILS) est une compagnie américaine, majoritairement détenue par une société russe, qui détient l’exclusivité de la vente des lancements Proton pour les opérateurs de satellites civils et commerciaux. Le siège de la société est basé en Virginie, aux États-Unis, et les lancements sont effectués au cosmodrome de Baïkonour, au Kazakhstan. Le lanceur Proton, parfois nommée Proton ILS, peut placer jusqu’à 6,4 t en orbite de transfert géostationnaire.

## Création
En 1993, les sociétés Lockheed, GKNPZ Khrounitchev, et RKK Energia, s’associent pour créer le consortium Lockheed-Khrunichev-Energia International (LKEI). Ce groupe propose des lancements spatiaux pour les opérateurs de satellites civils ou commerciaux, sur la fusée russe Proton uniquement. En 1995, la société Martin Marietta fusionne avec Lockheed afin de devenir Lockheed Martin.
Suivant cette fusion, ILS est présentée officiellement le 10 juin 1995 lors du Salon du Bourget. ILS remplace l’ancien consortium LKEI. Dès lors, ILS propose donc à sa création un catalogue de deux lanceurs : l’américain Atlas V et le Proton russe, à des prix très compétitifs. Le premier lancement a lieu le 8 avril 1996.
Le 20 avril 2006, le lancement du satellite SES ASTRA 1KR à bord d’une fusée Atlas V devient le 100e lancement pour ILS, totalisant 97 succès.
En septembre 2006, Lockheed Martin annonce son intention de vendre ses parts à Space Transport Inc. Cette annonce fait suite à un échec survenu début 2006 lors d’un lancement Proton, avec la perte de la charge utile. Cette compagnie ayant été créée spécialement pour cette transaction par Mario Lemme, ancien consultant pour ILS depuis sa création, et membre du conseil d’administration depuis plus de trois ans.
La transaction entre Lockheed Martin et Space Transportation s’est finalisée en octobre 2006. Les droits liés à l’exploitation d’Atlas V pour des lancements commerciaux étant liés à Lockheed Martin, ILS restreint son offre et ne dispose plus que d’un lanceur, le Proton. De son côté, Lockheed Martin continue d’assurer une offre commerciale sur Atlas V au travers du groupe United Launch Alliance formé en 2006 par Lockheed Martin Commercial Launch Services, filiale de Lockheed Martin, et Boeing.
En mai 2008, Khrunichev fait l’acquisition de toutes les parts que possède Space Transportation et deviens alors l’actionnaire majoritaire de ILS. Cependant ILS reste une compagnie américaine enregistrée dans l’état du Delaware, dont le siège est situé à Reston, en Virginie, à proximité de Washington D.C., qui compte environ 70 employés.

## Situation et offre actuelle

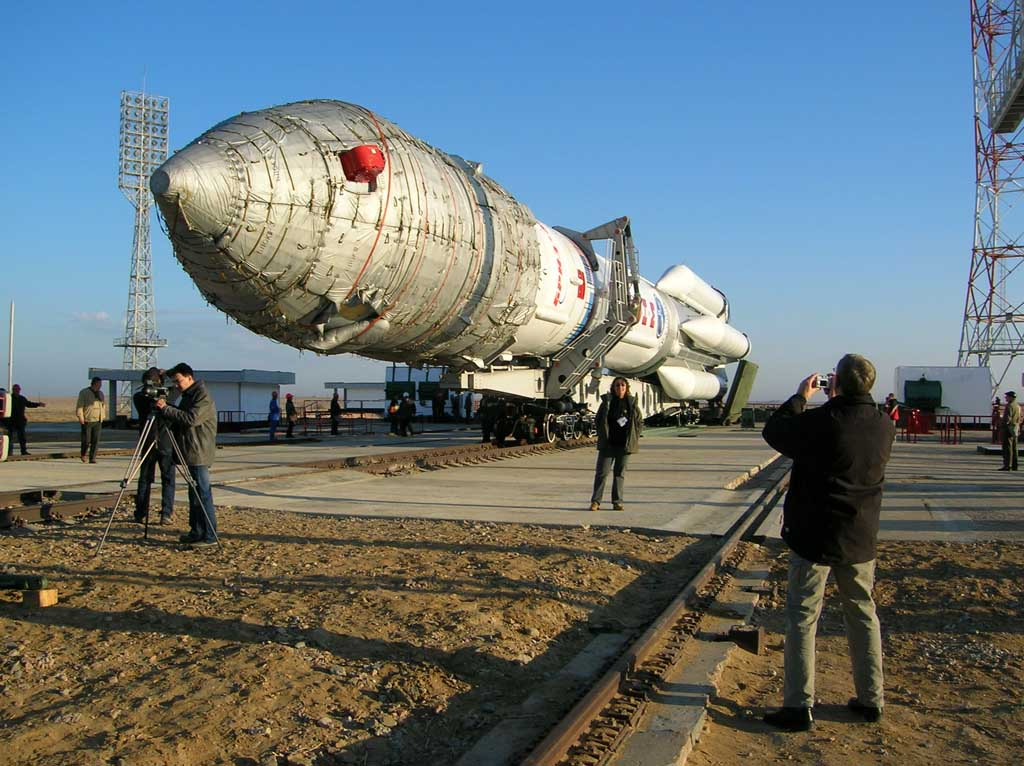
Campagne de lancement du satellite Inmarsat-4F3. Le lanceur Proton, équipé du dernier étage Breeze-M arrive au Pad 39.

En 2013, ILS propose des lancements sur la version la plus aboutie de son lanceur : le Proton-M/Briz-M Phase III. C’est une fusée Proton doté du dernier étage Breeze M. Il permet de placer jusqu’à 6,4 t en orbite de transfert géostationnaire.
L’essentiel des clients d’ILS sont des opérateurs de satellites de télécommunications, très généralement injectés sur l’orbite géostationnaire. Actuellement plus de 70 lancements Proton ILS ont été conduits. Le prix catalogue d’un lancement sur Proton proposé par ILS est de l’ordre de 85 millions de dollars.

## Concurrence
ILS, et son lanceur lourd Proton, est en concurrence direct avec Arianespace, société opératrice d’Ariane 5, sur le marché de l’accès à l’orbite géostationnaire pour les satellites de télécommunications. Ses principaux concurrents sont :
- Russie
  - Sea Launch : Filiale d'Energia qui commercialise les lanceurs russo-ukrainiens Zenit exploités depuis une plate-forme off-shore dans le Pacifique.
- États-Unis
  - United Launch Alliance : Opérateur commun des lanceurs Delta IV de Boeing et Atlas V de Lockheed Martin pour assurer les missions gouvernementales américaines. Bien que dimensionnés pour concurrencer Ariane 5, le Delta IV et l’Atlas V, trop chers pour être compétitifs, ont été retirés du marché commercial respectivement en 2002 et 2009, mais restent utilisés pour des lancements militaires.
- Chine
  - China Great Wall Industry Corp. (CGWIC) : Commercialise la gamme des lanceurs Chang Zheng (« Longue Marche ») qui couvre toutes les capacités jusqu’à 6 t en orbite de transfert géostationnaire et 8 t en orbite basse.
- Japon
  - Mitsubishi Heavy Industries (MHI) : L’industriel commercialise les lanceurs H-2A et H-2B développés pour l’agence spatiale japonaise JAXA et d’une capacité proche de celle d’Ariane 5 et de Proton (6 à 8 t en orbite de transfert géostationnaire). Le coût élevé de ces lanceurs et le faible nombre de créneaux de lancement imposés par les pêcheurs au large du site de lancement de Tanegashima n’ont pas permis à ces lanceurs de percer sur le marché.

## Futur
ILS prévoit de remplacer la fusée Proton par le lanceur modulaire Angara, qui devrait être disponible pour des missions commerciales vers 2017-2018.